# عباس بن سهل
عباس بن سهل الأنصاري (20 هـ - 120 هـ): أمير، وفارس، وشاعر، وأحد رواة الحديث من طبقة التابعين. ولد عام 20 هـ في المدينة المنورة، وروى البخاري بسنده عن عباس بن سهل قوله: «كنا فِي زَمَنِ عُثْمَانَ وَأَنَا ابْنُ خَمْسَ عَشْرَةَ سَنَةً».وقال ابن سعد:« ولد في عهد عمر، وقتل عثمان رحمه الله والعباس بن سهل ابن خمس عشرة سنة».
شارك مع ابن الزبير في قتال جيش يزيد بن معاوية.وولاه عبد الله بن الزبير على المدينة المنورة لفترة،وكان أحد قادات ابن الزبير في حروبه، وهو الذي قاتل حبيش بن دلجة، كما قاتل شرحبيل بن ورس الهمداني.عاش عباس بن سهل طويلاً، وهو معمر كأبيه سهل بن سعد، وتوفي سنة 120 هـ عن عمر ناهز المائة عاماً.

## النسب
- والده: سهل بن سعد وهو صحابي مشهور، وآخر من مات بالمدينة من الصحابة.
- أمه: عائشة بنت خزيمة بن وحوح بن الأجثم بن عبد الله بن وهب بن عبد الله بن قنفذ بن مالك بن عوف بن امرئ القيس بن بهثة بن سليم بن منصور بن قيس عيلان.[9]
- جده: سعد بن مالك بن خالد: صحابي، توفي سنة 2 هـ، وفي ذلك قال الواقدي: «تجهز سعد بن مالك ليخرج إلى بدر فمرض، فمات فموضع قبره عند دار بني قارظ، فضرب له رسول الله ﷺ بسهمه وأجره».

أولد العباس بن سهل ستة أبناء، الذكور منهم: أبيا، وعبد السلام، وعبد المهيمن، وعنبسة. أما الإناث فهن: أم الحارث، وآمنة، وأم سلمة.

## الحديث
- روى الحديث عن أبيه سهل بن سعد بن مالك، وعثمان بن عفان، وسعيد بن زيد العدوي، وأبو هريرة، وأبي حميد الساعدي، وطائفة.
- حدث عنه: ابناه أبي بن عباس بن سهل، وعبد المهيمن بن عباس بن سهل، وابن إسحاق، والعلاء بن عبد الرحمن بن يعقوب، ومحمد بن إسحاق، وعبد الرحمن بن الغسيل، وفليح بن سليمان، وطائفة.

## قصته مع الحجاج
كان عباس بن سهل من أنصار وأصحاب عبد الله بن الزبير، وقد آذاه الحجاج بن يوسف الثقفي وضربه واعتدى عليه لكونه من أصحاب ابن الزبير ، فجاء أبوه سهل بن سعد يشفع فيه وقال : ألا تحفظ فينا وصية رسول الله صلى الله عليه وسلم اقبلوا من محسنهم وتجاوزوا عن مسيئهم فأطلقه.